# Feofan Galinskij

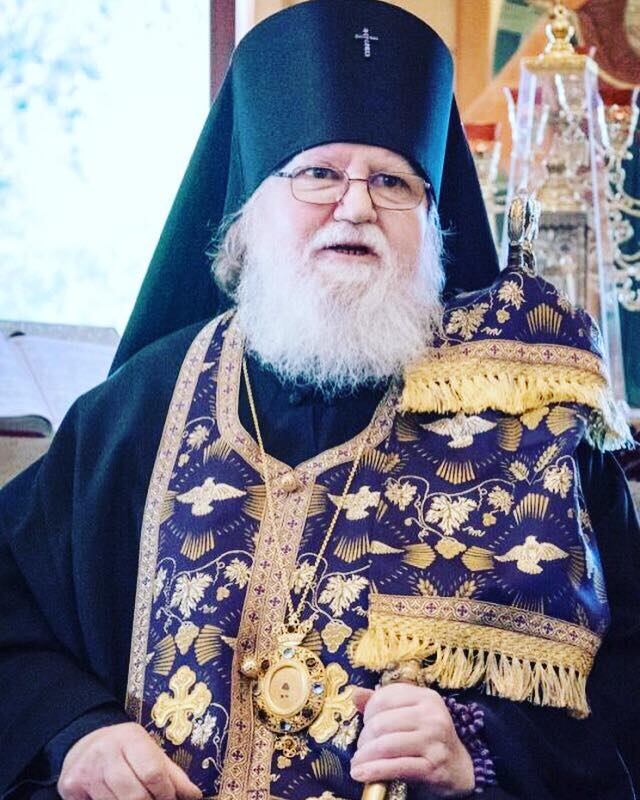
Feofan Galinskij (2010)

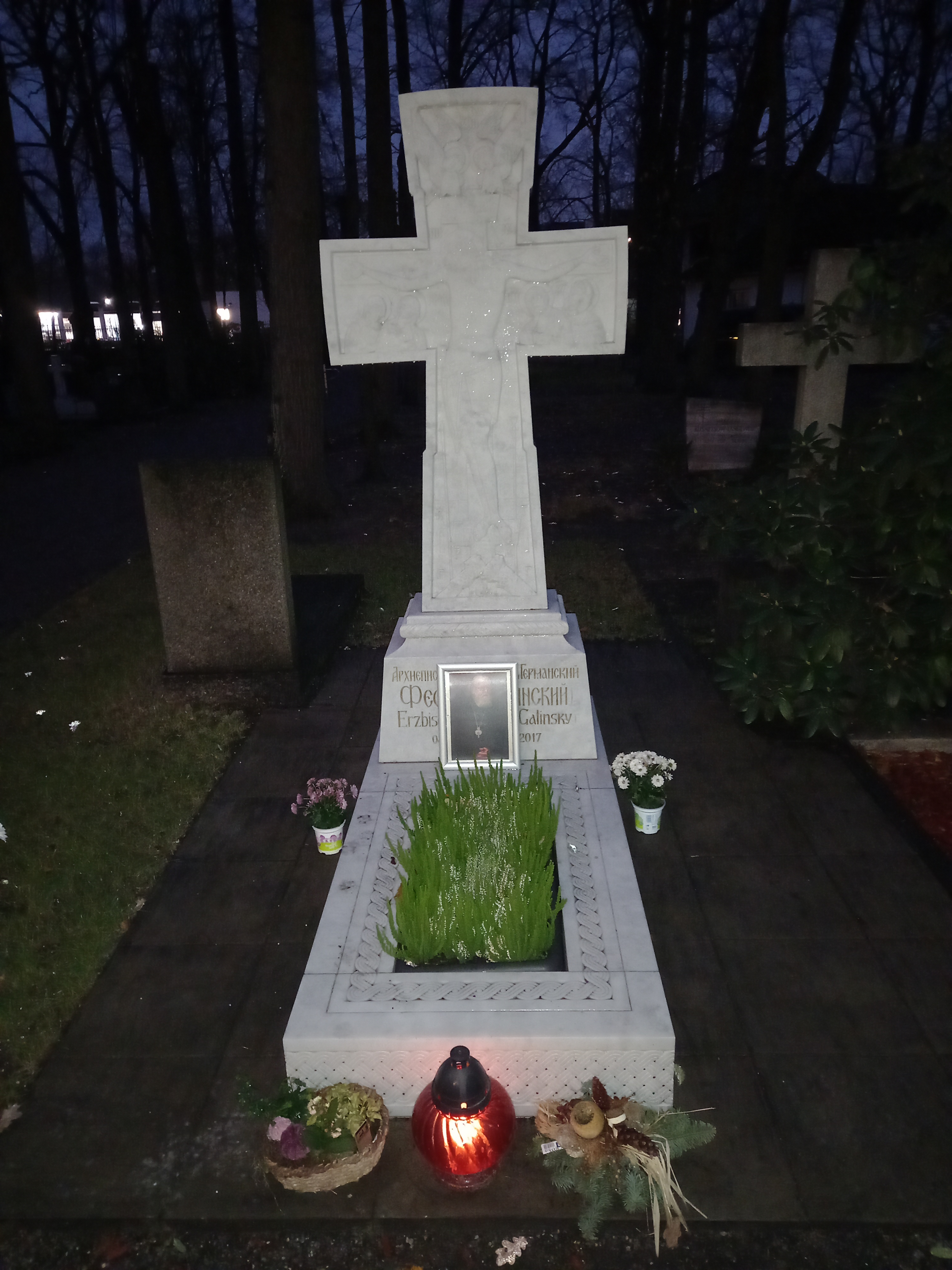
Das Grab von Erzbischof Feofan auf dem russischen Friedhof in Berlin

Erzbischof Feofan (Theophan, russisch Феофан, weltlich Oleg Iwanowitsch Galinski russisch Олег Иванович Галинский; * 8. Juli 1954 in Bila Zerkwa, Ukrainische Sozialistische Sowjetrepublik; † 11. September 2017 in Berlin) war russisch-orthodoxer Erzbischof von Berlin und Deutschland.

## Werdegang
Feofan trat nach einem Studium am Chemisch-Technologischen Institut von Dnepropetrowsk 1972 in das Geistliche Seminar und später in die Geistliche Akademie in Leningrad ein, an der er 1977 seinen Abschluss machte. Am 4. Januar 1976 empfing er die Mönchsweihe, drei Tage später die Weihe zum Mönchsdiakon und am 17. April 1977 die Weihe zum Mönchspriester. Anschließend besuchte er für drei Jahre das Ostkirchliche Institut Regensburg. Dank seiner tiefen Kenntnis des kirchlichen Typikons und der theologischen Disziplinen wurde er 1980 zum Sekretär des Rates der Leningrader Geistlichen Akademie gewählt und auf den Lehrstuhl für Liturgik berufen.
Nach seiner Erhebung zum Archimandriten am 14. Februar 1985 erfolgte am 11. Januar 1987 seine Bischofsweihe und er wirkte als (Titular-)Bischof von Kaschira in der Diözese Moskau. 
1985 begann sein Dienst im Bereich der kirchlichen Außenkontakte, und in der Folge wurde er durch Entscheid des Synods vom 7. Februar 1986 zum Stellvertretenden Vorsitzenden des kirchlichen Außenamtes ernannt. 1988 bis 1990 war er Oberhaupt der russisch-orthodoxen Kirche in der Tschechoslowakei in Karlsbad.
Ab 31. Januar 1991 war er Bischof von Berlin und Leipzig. Nach der Vereinigung der drei deutschen Diözesen zur Berliner Diözese der Russischen Orthodoxen Kirche am 23. Dezember 1992 wurde er deren erstes Oberhaupt als Bischof von Berlin und Deutschland. Am 23. Februar 1996 erfolgte seine Erhebung zum Erzbischof durch Patriarch Alexius II.
Erzbischof Feofan verstarb am 11. September 2017 nach langer, schwerer Krankheit in Berlin.